# Ludovic Vaty
Ludovic Vaty (Les Abymes, 21 novembre 1988 – Tolosa, 1º settembre 2023) è stato un cestista francese.

## Carriera
Si ritirò giovanissimo il 23 maggio 2013 a causa di problemi cardiaci. Rientrò nel luglio 2016 con il Tarbes-Loudes. Nell'agosto del 2023 era un giocatore del Toulouse Olympique Aérospatiale Club, quando venne colpito da un attacco cardiaco; morì il 1º settembre.

## Palmarès

### Club

#### Competizioni nazionali
- Coppa di Francia: 2

Pau-Orthez: 2007
Orléanaise: 2009-2010
- Leaders Cup: 1

Gravelines: 2013
- Match des Champions: 1

Pau-Orthez: 2007

### Nazionale
- Mondiali Under-19
 Serbia 2007

### Individuale
- MVP Leaders Cup: 1

Gravelines: 2013